# Annapurna Corona
L'Annapurna Corona è una struttura geologica della superficie di Venere.